# Niet klein te krijgen
Niet klein te krijgen is een Nederlands televisieprogramma dat uitgezonden wordt door BNNVARA op NPO 1. De presentatie van het programma is in handen van Paul de Leeuw.

## Format
In het programma volgt presentator Paul de Leeuw één jaar lang vijf verschillende gezinnen die alle te maken hebben met een kind, broer of zus met een levensbedreigende ziekte. Het gaat om leukemie, lymfeklierkanker, een hersentumor, en botkanker in een been. In het laatste geval wordt een omkeerplastiek toegepast en krijgt de betreffende jongen een beenprothese. De Leeuw volgt deze tieners en hun gezinnen in het normale dagelijks leven thuis maar ook op school en tijdens afspraken met vriendjes of kinderfeestjes.
Naast het normale dagelijkse leven volgt De Leeuw hen ook tijdens de behandelingen in het Prinses Máxima Centrum in Utrecht en gaat hij dieper in de situatie zoals; hoe houdt zo'n kind hoop, hoe houden hun ouders zich staande als hun kind zo ziek is en hoe is het voor de broertjes of zusjes als alle aandacht opeens naar het zieke kind gaat.
Twee van de zieke kinderen kwamen tijdens de televisieopnames te overlijden, hun uitvaart werd ook in het programma betrokken.

## Podcast
Op 16 mei 2023 verscheen als gevolg van het programma de podcast Niet klein te krijgen - in het Prinses Máxima Centrum die gepresenteerd wordt door Stefan van der Hulst. In de zesdelige podcast gaat Van der Hulst in gesprek met de zorgmedewerkers die destijds ook zijn zieke kind hielpen en gaat met hun in gesprek om erachter te komen hoe zij samenwerken om kinderen de beste zorg te geven, daarnaast gaat hij tevens in gesprek met wetenschappers over onderzoek naar nieuwe behandelingen.

## Achtergrond

### Ontstaan
In het najaar van 2021 volgde presentator Paul de Leeuw al één ziek meisje voor een pilotaflevering. In november 2021 tijdens opnames van De Leeuw zijn andere programma Busje komt zo, waarin hij wensen van mensen uit liet komen, reed hij met een andere zieke tiener mee naar het ziekenhuis om met haar vriendinnen haar bij te staan voor haar voorlopig laatste chemokuur. Voor dit televisieoptreden kregen De Leeuw en het zieke meisje lovende reacties voor hoe het met een traan en een lach verteld werd. Als reactie hierop werd het programma Niet klein te krijgen verder ontwikkeld en werd het een maand later, in december 2021, officieel aangekondigd en gingen de hoofdopnames van start.

### Ontvangst
De eerste aflevering van het programma werd uitgezonden op dinsdagavond 11 april 2023 en werd bekeken door 596.000 kijkers, hiermee was deze het negentiende best bekeken programma van die dag. Deze aflevering werd door de kijkers positief ontvangen; ze hadden bewondering voor hoe de zieke kinderen in het leven stonden, dit zorgde ook voor ontroering bij de kijkers. Daarnaast werd presentator De Leeuw door recensenten geprezen voor hoe hij het programma presenteerde en voor hoe hij omging met de zieke kinderen en de gesprekken die zij voerde. Kritisch televisierecensenten Angela de Jong schreef in het Algemeen Dagblad dat ze kapot is van De Leeuw zijn terugkeer en noem het programma het mooiste dat ze in lange tijd heeft gezien. Een enkele recensent vond dat De Leeuw in het programma niet veel nieuws te vertellen had omdat hij vaker zulke onderwerpen in zijn oudere andere programma's aanbod heeft gebracht.
Mede dankzij de positieve reacties trok de tweede aflevering bijna honderdduizend kijkers meer en werd door 691.000 kijkers bekeken, het was daarmee het elfde best bekeken programma van de avond.

### Tweede seizoen
Eind augustus 2023 maakte BNNVARA bekend dat de opnames voor een tweede seizoen van start zijn gegaan. In februari 2024 kwam een publicatie met een regisseuse van het programma naar buiten waarin zij beweerde dat ze opstapte nadat De Leeuw tijdens een confrontatie tegen haar begon te schreeuwen, waardoor ze geïntimideerd raakte. De Leeuw bevestigde het voorval, maar gaf aan dat dit er minder heftig aan toe ging en hij destijds al zijn excuses aan had geboden. Desondanks besloot De Leeuw in april 2024 zijn werkzaamheden voor het tweede seizoen Niet klein te krijgen neer te leggen; hij vindt dat het programma volledig om de zieke kinderen moet draaien en dat dit door deze commotie nu niet het geval is. Eind april 2024 maakte BNNVARA bekend dat Jurre Geluk De Leeuw als presentator gaat vervangen.